# Зийа ал-кулуб
«Зийа ал-кулуб» (перс. ضياء القلوب‎ — «Сияние сердец») — сочинение среднеазиатского ученого Мухаммад Аваз Самарканди. Написано в 17 в. на персидском языке. Содержит описание жизнедеятельности известного мусульманского проповедника, суфия из ордена накшбан-дийа, шейха Ходжа Исхака — основателя черногорской группы восточно-туркестанских ходжей. Написана как на основе личных наблюдений, так и воспоминаний ближайших друзей и последователей Ходжа Исхака. Сочинение представляет интерес с точки зрения изучения культуры и политики, истории Центральной Азии 16 в., в том числе Казахского ханства. Автор рассказывает о походе казахского хана Тауекеля в Бухару в конце 16 в., приводит важные сведения о роли ислама в среде казахской знати, взаимоотношениях Ходжа Исхака с правителями Казахского ханства.

## Сочинения
- Зийа ал-кулуб. Материалы по истории киргизов и Киргизии, вып. 1. М.. 1973.